# Triphaenopsis nikkonis
Triphaenopsis nikkonis är en fjärilsart som beskrevs av Matsumura 1926. Triphaenopsis nikkonis ingår i släktet Triphaenopsis och familjen nattflyn. Inga underarter finns listade i Catalogue of Life.